# Günther Enescu
Günther Enescu (n. 25 noiembrie 1955, Bazna, România) este un voleibalist român, care a făcut parte din lotul echipei naționale de volei a României, medaliată cu bronz olimpic la Moscova 1980.

## Carieră
La Universiada din 1981 a câștigat medalia de aur cu echipa României. În același an a câștigat Cupa Campionilor Europeni cu CS Dinamo București.

## Distincții
- Ordinul „Meritul Sportiv” clasa a III-a (15 aprilie 1981) „pentru rezultatele deosebite obținute la Jocurile olimpice de vară de la Moscova — 1980, precum și pentru contribuția adusă la dezvoltarea activității sportive și la creșterea prestigiului sportului românesc pe plan internațional”[5]